# Stadion Rußheide
Das Stadion Rußheide (offiziell: Bezirkssportanlage Rußheide) ist ein Multifunktionsstadion mit Leichtathletikanlage in Bielefeld. Das Stadion ist die Heimspielstätte der Fußballmannschaft des VfB Fichte Bielefeld und der American-Football-Mannschaft Bielefeld Bulldogs. Bis 2017 spielte auch die zweite Mannschaft von Arminia Bielefeld auf der Rußheide.

## Lage und Ausstattung
Das Stadion befindet sich im östlichen Teil des Stadtbezirks Mitte an der Mühlenstraße. Es verfügt über eine Kapazität von 12.000 Plätzen. Die Haupttribüne umfasst 1.920 überdachte Sitzplätze auf sieben Sitzreihen. Die Spielfläche ist von einer Laufbahn umgeben. Das Stadion Rußheide verfügt über vier Flutlichtmasten mit jeweils zwölf Strahlern.
Neben dem Stadion befinden sich noch drei weitere Plätze. Nach Umbauarbeiten erhielten die ehemaligen Ascheplätze einen Kunstrasen. Diese Plätze hatte die SpVgg Fichte Bielefeld, die 1999 mit dem VfB 03 zum VfB Fichte Bielefeld fusionierte, einst von der Firma Oetker gepachtet.

## Geschichte
Auf dem Gelände des Stadions befand sich früher das Stadion Mühlenstraße, das am 14. August 1927 eröffnet wurde. Über die Nutzung und das Schicksal des Stadions ist nichts bekannt. Vermutlich wurde das Stadion von der SpVgg Fichte bzw. deren Vorläufervereinen genutzt. Das Stadion Rußheide wurde in den späten 1960er Jahren gebaut und am 22. April 1968 mit einem Leichtathletik-Sportfest eröffnet. Die Baukosten für Bielefelds erste „leichtathletische Großkampfbahn“ beliefen sich auf etwa 2,9 Millionen Mark.
Am 16. Juni 1974 trug der Deutsche Leichtathletik-Verband einen Dreiländerkampf mit der Republik Irland und Rumänien aus. Als Bielefeld 1975 zu einem Bundes- und Landesleistungsstützpunkt der Leichtathletik wurde, bekam das Stadion eine neue Laufbahn, und die Haupttribüne wurde überdacht. Seit 1970 nutzten die Fußballvereine VfB 03 und SpVgg Fichte Bielefeld die Rußheide für ihre Heimspiele. Von der Stadt Bielefeld erhielten beide Vereine ein unbegrenztes Spielrecht im Stadion. Dieses Spielrecht gilt auch für den 1999 gegründeten Fusionsverein.
Zudem war das Stadion in der Saison 1979/80 für mehrere Spiele die Ausweichspielstätte der damals in der 2. Bundesliga Nord spielenden Herrenmannschaft von Arminia Bielefeld, da die Alm renoviert wurde. Die Frauenmannschaft des Vereins trug am 9. August 2010 ihr Erstrundenspiel im DFB-Pokal gegen den Zweitligisten SV Victoria Gersten im Stadion Rußheide aus und unterlag mit 1:10.
Im Jahre 1981 führte die Bundeswehr ihr Feierliches Gelöbnis im Stadion Rußheide durch. Nachdem es im Vorjahr im Bremer Weserstadion zu gewalttätigen Ausschreitungen kam wurde das Gelöbnis in Bielefeld unter starkem Polizeischutz durchgeführt.